# Игмански марш
Игмански марш је био усиљени марш Прве пролетерске бригаде остварен, уз велике губитке, у ноћи 27. јануара 1942. године при температури од -40 °C.

## Ситуација пред марш
Када је, већ средином јануара 1942. године отпочела велика немачко-усташка офанзива у источној Босни, Прва пролетерска ударна бригада нашла се у њеном средишту. Од Романије, Праче и Рогатице до Власенице, Олова и Вареша њени батаљони су водили тешке борбе. Велики губици на Пјеновцу и Бијелим Водама и успех непријатеља који је повратио раније изгубљене градове и овладао свим комуникацијама на територији источне Босне, довели су главнину Прве пролетерске ударне бригаде у веома неизвесну ситуацију. Била је концентрисана на малом простору, на северним падинама Романије, у рејону Пусто Село-Гајеви-Ракова Нога, где није било услова за даље задржавање. Требало је наћи излаз из те ситуације. Штаб бригаде није имао никаквих података о даљим намерама непријатеља, са којим је прекинуо сваки борбени контакт после повлачења са Пјеновца и Бијелих Вода, али је претпостављао да ће наставити дејства.
Одлазак Врховног штаба повећао је одговорност штаба бригаде да сачува своје батаљоне од удара јаких непријатељских јединица, које су енергично наступале према плану, и вешто користиле терен, временске услове, и пре свега своје тенкове, артиљерију, авијацију и планинске јединице.
Када су се колоне 342. и 748. немачке дивизије спојиле код Соколца, овладале комуникацијама и рашчистиле терен око њих, командант немачких снага, опуномоћени генерал у Србији, генерал Паул Бадер, сматрао је да је извршио задатак и наредио је да се операција обустави и да се јединице повуку на своје полазне положаје, осим 718. дивизије, која је имала задатак да очисти од устаника планину Озрен. Генерал Бадер није усвојио предлог команданта 342. дивизије да се операција настави још шест дана, западно од пута Соколац-Хан Пијесак, према групи која је чувала прелазе преко реке Босне, односно преко терена на којем се налазила главнина Прве пролетерске бригаде.
Штаб Прве пролетерске бригаде није претпостављао да ће непријатељ прекинути офанзиву. С обзиром на то да су II и V батаљон претрпели велике губитке, а непријатељ показао да располаже јаким снагама, штаб није желео да се упушта у нове борбе и повукао је јединице даље од непријатеља. Штаб је проценио да бригади прети опасност тактичког опкољавања и због тога је закључио да треба напустити ту територију пре него непријатељ почне нова дејства. При томе је морао водити рачуна и како да изврши наређење Врховног штаба - да са делом бригаде пређе на Јахорину.
У тражењу решења како да се продре јединицама према Јахорини, штабу су се наметнуле две могућности: или кренути правцем којим је прошао Врховни штаб, или покушати правцем западно од Сарајева. Није долазило у обзир извлачење из окружења на исток или север, јер је непријатељ показао да на тим правцима има јаке снаге, главнине 342. и 718. немачке дивизије и неколико батаљона домобрана. Такође је било ризично кренути на запад, преко реке Босне, јер је непријатељ тамо поставио групу „Вареш“, која је очекивала партизанске снаге, ако буду одступале тим правцем. Штаб је, даље, претпостављао да ће бригада, уколико крене правцем којим је прошла колона Врховног штаба, вероватно наићи на заседе, а узео је у обзир и то да је непријатељ рашчистио путеве од снега и оспособио их за кретање моторизације од Сарајева ка Рогатици, што би му, уколико дође до борбе, омогућило да брзо и лако концентрише јаке снаге и маневрише њима.
У таквој ситуацији штаб је размотрио могућност пробоја на југ, западно од Сарајева, правцем Висовац-Семизовац-Осјек-Игман. Тај правац је нешто дужи, два пута сече комуникације које од Сарајева воде ка Славонском Броду и Мостару, требало је прећи реку Босну, што је у то доба године било једино могуће преко моста код Семизовца или Рељева, пут води преко непосредне околине Сарајева, поред аеродрома Рајловац, дужином од око 10 километара, што омогућава непријатељу брзу интервенцију из Сарајева. Међутим, тим правцем се избија на територију Калиновичког НОП одреда, у рејону Трнова и Калиновика одакле се може брзо успоставити веза са Врховним штабом. Поред тога штаб је рачунао да непријатељ у Сарајеву не може имати јаке снаге, јер су оне ангажоване у источној Босни, а и да ће постићи потпуно изненађење. Уколико непријатељ и открије бригаду не може претпоставити да се она креће кружном путањом око Сарајева па да је сачека на крају те путање. Највероватније би непријатељ покушао да интервенише тамо где се бригада већ појавила а тада би могао само да је гони, пошто би она већ прошла кроз то место. Штаб бригаде је претпостављао да ће лако и брзо ликвидирати мале посаде на мосту на реци Босни и у другим местима на путу, о чему је добио податке од Црновршког партизанског батаљона. Све те околности су утицале да штаб донесе одлуку да своје јединице поведе из Кнежине и Имамовића на марш правцем Пусто Село-Висовица-Грабљива Њива-Вогошћа-Рељево-Осијек-Игман-Брезовица-Велико поље-Пресјеница, тј преко Сарајевског поља, поред аеродрома у Рајловцу, надомак непријатељских касарни у Сарајеву, и кроз места у којима су биле непријатељске посаде.
Велика опасност претила је колони: при проласку поред Вогошћа, у време спуштања ка Сарајевском пољу, при прелазу преко моста у Рељеву и преко комуникација Сарајево-Славонски Брод и Сарајево-Мостар, тј. све док се бригада не дохвати планине Игман.

## Припреме за марш
Одлука штаба бригаде је због своје необичности, смелости и проницљивости, изгледала лакше остварљива него што је то реално било. Било је чак и таквих оптимиста који су сматрали да се у једном даху може из села Гајева прећи Сарајевско поље и Игман. Али штаб бригаде је другачије мислио. Још једном се консултовао са командантима батаљона о извршењу марша, чланови штаба обилазили су батаљоне и проверавали да ли је бригада спремна да га изведе. Командант бригаде Коча Поповић није прихватио сугестије да се марш изведе „без прекида“ већ је одлучио да се бригада прикупи у рејону Црни Врх-Висовица-Грабљива Њива.
Батаљони су се прикупили 26. јануара и припремили за најдужу етапу марша. Борци су проверили оружје и опрему и сушили мокру одећу. Коњи су растерећени сувишног терета. У припремама за марш истицао се нарочито I (црногорски) батаљон, јер је његов командант, Перо Ћетковић, бивши официр планинских јединица, најбоље знао како се то ради. Он је наредио борцима да се утопле најбоље што могу, да обућу намажу лојем, да изваде затвараче из пушака и носе их у џеповима, да се не би замрзли, и дао још много корисних савета.
Значајан део припрема односио се на објашњење борцима какав их задатак чека, колико ће напора бити потребно да се он изврши и како да поступају ако дође до борбе.

## Полазак
После подне 27. јануара батаљони су се пристигли код потока у Грабљивој Њиви и заузели места у колони, спремни за покрет. У претходници је био I батаљон, за њим II батаљон, па V батаљон и санитет, а у заштитници III батаљон. Место штаба бригаде није било одређено. Командант Коча Поповић и политички комесар Филип Кљајић Фића су се кретали према потреби, са претходницом, заштитницом или јединицама између њих.
У 16 часова колона је опрезно прошла прво опасно место, поред Јошанице, у непосредној близини магацина који је чувало неколико домобрана из III Сарајевског допунског батаљона, и кренула уз брдо Градац, које се одатле нагло уздиже. Затим се спустила низ голе, стрме стране Перивоја, и западно од засеока Стране, и по дубоком снегу, сишла у Сарајевско поље.
Ноћ је била ведра, обасјана пуним месецом. Видело се као по длану. Борци са зачеља, када су се спуштали низ Перивој, могли су да виде чело колоне како наступа преко Сарајевског поља.
Мост на реци Босни је обезбеђивала мештанска полиција, која те ноћи, ваљда због велике хладноће, није ни поставила стражу. А и иначе непријатељ на том делу није имао јаче снаге. У Семизовцу се налазио вод III чете Сарајевског допунског батаљона (23 домобрана) и 12 жандарма.
Претходница бригаде избила је на мост око 19 часова. Напред је ишла десетина I батаљона. Не наишавши на непријатеља претходница је поставила обезбеђење према Семизовцу и бригада је тихо, али доста споро прелазила преко моста. Један борац Семизовачке чете стајао је на крају моста и упућивао заостале борце за колоном.
На маршу ка мосту борцима се испречила неочекивана препрека, мали поток Волујица. Био је залеђен, али је лед попустио после преласка првих делова бригаде, иако је температура била веома ниска, минус 30 степени. Због тога што се морало прескакати преко потока колона је почела да заостаје. Поток није био много широк, личио је на каналчић. Многи су га борци без залета прескочили, али је било и оних који су приликом доскока угазили у воду. То је било кобно за њих. Мокра обућа ускоро се претворила у ледени оклоп у којему су се ноге смрзавале. Спотакао се у потоку и један коњ. Једноставно, легао је у поток. Борци су покушавали да га извуку, а када у томе нису успели скинули су са њега товар. Коњ је остао да лежи у потоку и борцима је послужио за одскок при преласку потока.
Командант бригаде Коча Поповић узнемирен што колона заостаје баш када треба нарочито да жури и што пре пређе мост, појавио се на прелазу код потока, стао на другу обалу, објашњавао борцима како да прескачу, некима је и пружио руку да би лакше доскочили. Затим је одредио једног политичког комесара чете да помаже борцима.
Док је колона застајала код потока догодило се ново изненађење. Захуктали мешовити воз, крећући се из Сарајева ка Семизовцу, прошао је кроз колону II батаљона. Муњевито је пренето наређење штаба бригаде да колона стане и стала је без икаквог комешања. Воз је могао да буде велика опасност ако је непријатељ обавештен о преласку бригаде! Али, он је ишао по реду вожње. Прошао је узнемиривши у извесној мери партизанску колону, вероватно више него него путнике у њему. Свако из воза је, у месецом обасјаној ноћи, могао видети да су око пруге војници, али ако нису били обавештени који, могли су једино да помисле да је то усташка или домобранска војска, застала да воз прође. На готово исти начин је прошао још један воз, само кроз зачеље колоне.
Застоји код потока и при преласку воза успорили су кретање колоне, али је нису прекинули. бригада је наставила да хита према Игману. Мраз је стезао све јаче. Гажење дубоког снега, застоји, упадање у поток, лежање у заседи оних бораца који су колону обезбеђивали према Семизовцу и Сарајеву, учинили су да на таквом мразу неки борци почну промрзавати.
Пут од моста код Рељева до подножја Игмана, дуг око 8 километара, водио је равницом поред села Бјелуговића и Бутила и преко села Осијек. Колона је хитала замрзнутом пртином. Маршевска дисциплина је била доста добра. Само се чула шкрипа смрзнутог снега под ногама бораца.

## Уз Игман
Претходница колоне је избила у подножје Игмана око 22 часа. Било је потребно још само мало времена да колона замакне у игманске шуме и да тада престану све опасности које су претиле бригади, док је пролазила поред непријатељских упоришта. Чим је чело колоне избило на пут Сарајево-Блажуј, I батаљон је истурио II чету да обезбеди правац од Сарајева, а део III чете према Блажују. Тада је II батаљон преузео улогу претходнице.
У подножју Игмана бригада се растала од својих водича - бораца Семизовачке чете Црновршког батаљона. Бригада није више била у опасности, али они јесу. Морали су се вратити истим путем.
Бригада је кренула уз Игман. На домаку потпуног успеха наишла је на нову препреку. Пут уз Игман најпре је водио косо уз једну страну, а затим, на око 300 метара од пута, нагло скреће, готово вертикално уз брдо. на тој стрмини пут је био залеђен, а лед покривен танким слојем снега. Многи су се на њему оклизнули, падали и поново, крајњим напором, често, пузећи, савлађивали ту поледицу. Најтеже је било проћи са натовареним коњима. Њихове мале потковице, с ексерима мале главе, или стари поткови, више су „помагале“ коњима да се клижу него да пређу преко леда. Колона је на том опасном месту застајала и гомилала се. Опасност је расла. Цела колона се, збијена на малом простору, нашла на делу пута уз Игман и на друму Сарајево-Блажуј. Са друма је био очишћен снег и њиме се могла појавити непријатељска моторизација.
Командант бригаде Коча Поповић је дошао да види зашто је колона застала. Видећи разлог, наредио је да се секирама разбије лед, а да се коњи растоваре. Борци су прихватили митраљезе, минобацаче и другу опрему, носили је на раменима и извлачили коње уз ту стравичну стрмину.
Застој у подножју Игмана, на ретко виђеној хладноћи, највећи је узрочник промрзавања великог броја бораца. Борцима је бивало све хладније. Узалуд су се све више утезали, цупкали у месту. Није више ни то помагало. Неки борци с краја колоне, које су још били у селу, нису могли поднети све јачу хладноћу и ушли су у куће, да се огреју. То их је скупо коштало. Отопио се снег са њихове обуће, која се оковала ледом чим су изашли из кућа. А оним борцима који су на узбрдици падали, као и онима који су са коња узимали и носили оружје промрзли су прсти на рукама.
Марш уз Игман био је тежак. И све тежи што се даље одмицало. Наноси снега били су све већи, а пртина дубља. Ако неки борац није добро угазио у пртину посртао је и падао у дубоки снег. Одозго са Игмана, борци су гледали светла у Илиџи, Рајловцу и Сарајеву. Знали су да је тамо топло, али и да је тамо непријатељ.
Што се колона више пела уз планину хладноћа је постајала оштрија. Пред зору је стезало најжешће. А колона партизана је марширала већ десет часова без одмора, уморна од претходних дана, а и гладна. Снаге у борцима било је све мање, а планина све суровија и хладнија. Слабије одевени борци јаче су осећали зиму, иако су се кретали. Храбрила их је нада да ће и то савладати, исто као што су избегли непријатеља на том тешком маршу.
Чело колоне је стигло око 8 часова на Велико поље. Ту је била повећа, лепа планинска кућа на спрат. У њој је био штаб партизанско-четничке Игманске чете. У то време они су још сарађивали. Борци чете су предусретљиво дочекали бригаду, борцима дали да поједу оно што су имали и помагали промрзлим борцима да скину обућу. Борцима који су угазили у поток и онима који су свраћали у куће у подножју Игмана било је тешко скинути замрзлу обућу. Болничарке, непромрзли борци и партизани Игманске чете, сви без разлике, ужурбано су масирали промрзле.

## Завршетак марша
Главнина бригадне колоне наставила је марш и око 11 часова стигла у Пресјеницу. Ту је завршена последња етапа Игманског марша, после 19 часова непрекидног хода.
Игмански марш је, због замисли, иницијативе и одлучности Штаба бригаде, због његове процене непријатеља и постигнутог изненађења, а највише због натчовечанских напора, издржљивости и дисциплине бораца Прве пролетерске бригаде и јунаштва њених промрзлих бораца приликом тешких операција у фочанској болници, постао легенда.
О овом легендарном маршу, бораца Прве пролетерске ударне бригаде, редитељ Здравко Шотра је 1983. године снимио филм Игмански марш.